# Konami Bemani DJ-Main
Konami Bemani DJ-Main es una placa de arcade creada por Konami destinada a los salones arcade.

## Descripción
El Konami Bemani DJ-Main fue lanzada por Konami en 1997.
Posee un procesador MC68EC020FG25 trabajando a 25 MHz. y tiene un chip de sonido personalizado de Konami, tiene múltiples canales de sonido. Básicamente esta placa es una Konami GX pero con disco duro.
En esta placa funcionaron 18 títulos.

## Especificaciones técnicas

### Procesador
MC68EC020FG25 trabajando a 25 MHz.

### Audio
Chips de Sonido:
- - Custom Konami Sound Chips for Multiple Sound Channels

### Otros
- 058143, 056832, 055555, 056766, 058141, and KS10101
- Disco duro de 2.5 y 3.5

## Lista de videojuegos
- Beatmania / Beatstage / Hiphopmania
- beatmania 2ndMIX
- beatmania 3rdMIX
- beatmania 4thMIX -the beat goes on-
- beatmania 5thMIX -Time to get down-
- beatmania 6thMIX -THE UK UNDERGROUND MUSIC-
- beatmania 7th Mix: Keepin' Evolution
- beatmania THE FINAL
- beatmania APPEND ClubMIX
- Beatmania Complete Mix / Beatstage Complete Mix / Hiphopmania Complete Mix
- Beatmania Complete Mix 2 / Beatstage Complete Mix 2 / Hiphopmania Complete Mix 2
- beatmania CORE REMIX
- beatmania featuring DREAMS COME TRUE
- pop'n music
- pop'n music 2
- pop'n music 3
- pop'n stage
- pop'n stage EX